# مارسل سابیتزر
مارسل سابیتزر (انگلیسی: Marcel Sabitzer؛ زادهٔ ۱۷ مارس ۱۹۹۴) بازیکن فوتبال اهل اتریش است که در پست هافبک برای باشگاه دورتموند در بوندس‌لیگا بازی می‌کند.

## عملکرد باشگاهی

### آدمیرا واکر مودلینگ
سابیتزر از سپتامبر ۲۰۱۰ تا ژانویه ۲۰۱۳ برای آدمیرا واکر مودلینگ بازی کرد. وی در طول فصل بوندسلیگای اتریش ۲۰۱۰–۱۱ در هشت بازی دو گل به ثمر رساند.

### راپید وین
او سپس از ژانویه ۲۰۱۳ تا ژوئن ۲۰۱۴ در راپید وین بود.

### لایپزیگ

#### دوره قرضی در ردبول سالزبورگ
در ۳۰ مه ۲۰۱۴، وی قراردادی ۴ ساله با لایپزیگ منعقد کرد و برای یک فصل به ردبول سالزبورگ قرض داده شد. در تاریخ ۱ آوریل ۲۰۱۶، سابیتزر قرارداد خود را تا سال ۲۰۲۱ تمدید کرد.

#### بازگشت به لایپزیگ
سابیتزر برای فصل ۲۰۱۵–۱۶ به لایپزیگ بازگشت، وقتی در ۳۴ بازی هشت گل به ثمر رساند.
او فصل ۱۷–۲۰۱۶ را با ۹ گل در ۳۳ بازی به پایان رساند.
وی فصل ۲۰۱۷–۱۸ را با ۵ گل در ۳۴ بازی به پایان رساند.
در ۱۰ مارس ۲۰۲۰، سابیتزر در پیروزی مقابل تاتنهام هاتسپور در لیگ قهرمانان اروپا دو بار گل زد تا لایپزیگ به پیروزی ۴–۰ در کل برسد تا برای اولین بار در تاریخ این باشگاه به مرحله یک چهارم نهایی این رقابت‌ها راه پیدا کند.

#### بایرن مونیخ
در سال ۲۰۲۱ پس از شش فصل حضور در لایپزیگ، این باشگاه را ترک کرد تا فوتبالش را در بایرن مونیخ دنبال کند.

## نگارخانه

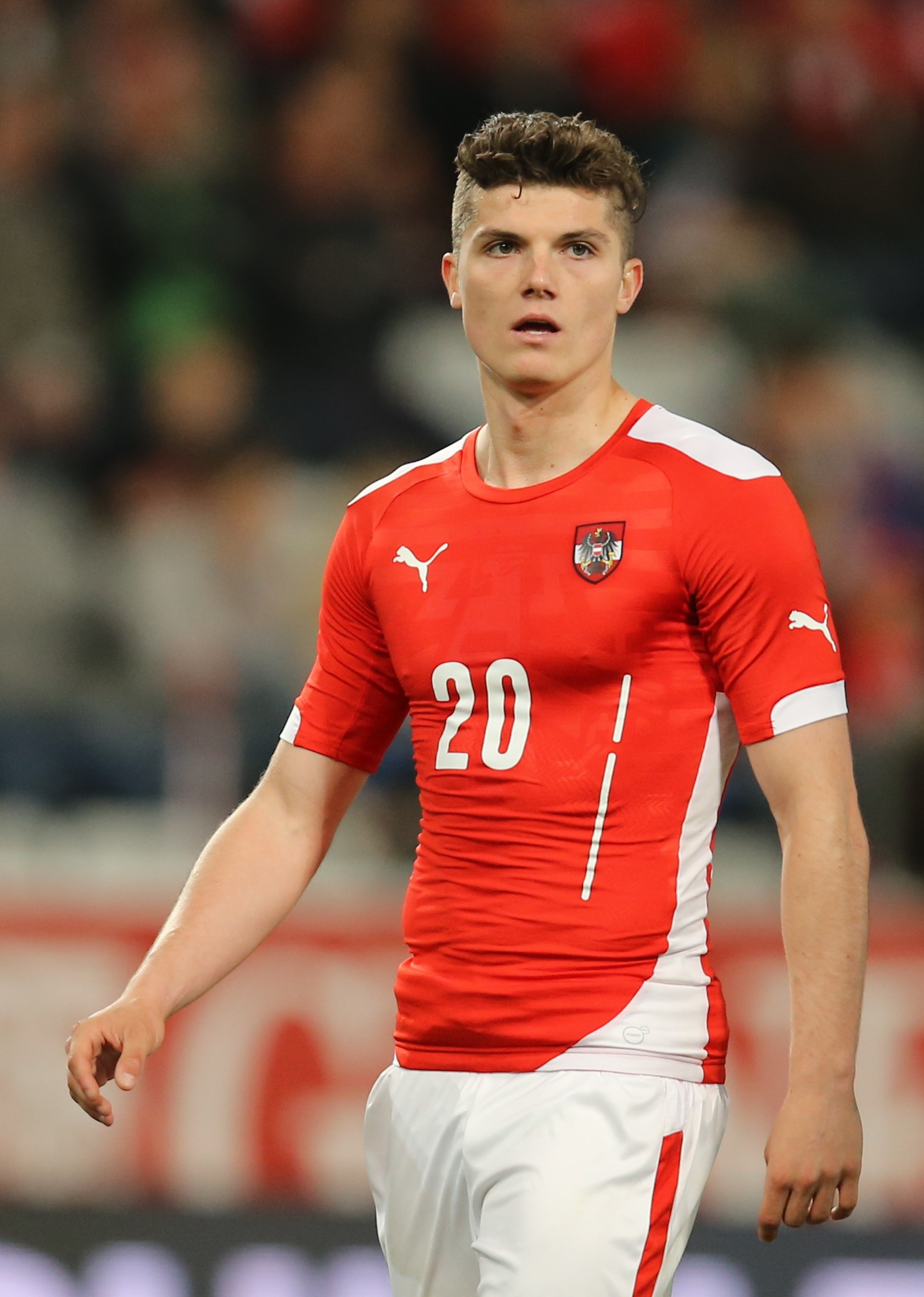
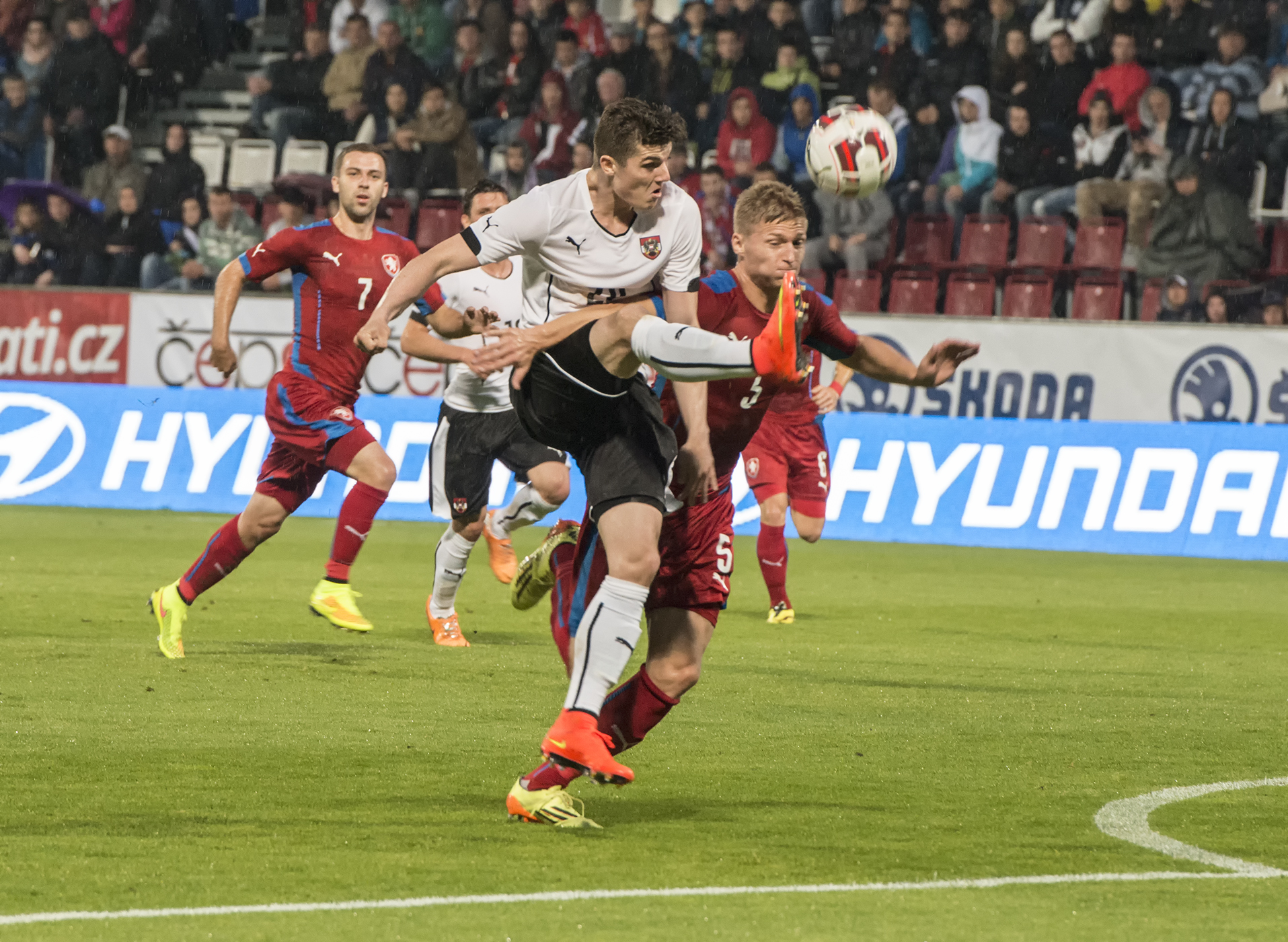
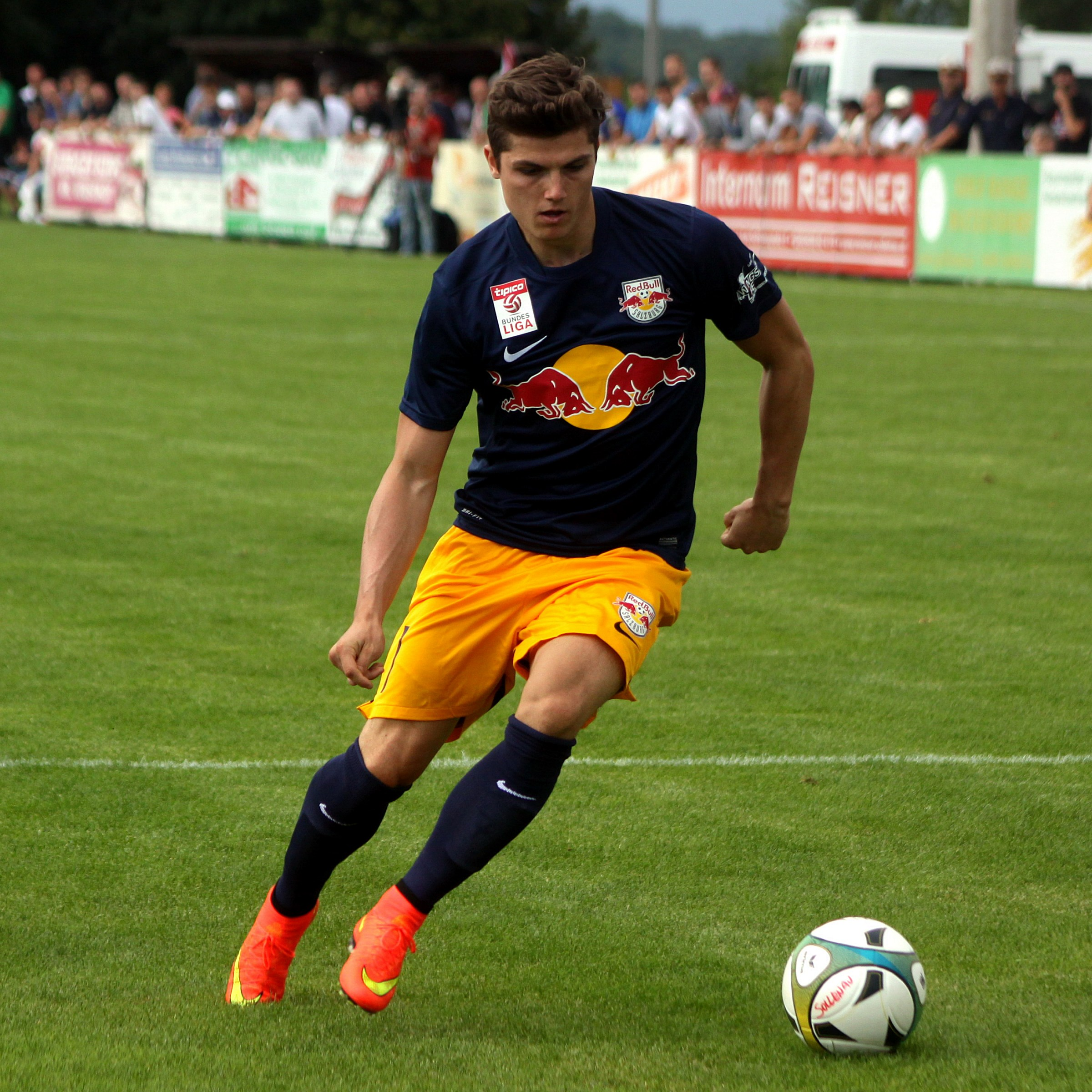

## افتخارات

#### ردبول سالزبورگ
- بوندس لیگای اتریش:۱۵–۲۰۱۴
- جام حذفی فوتبال اتریش:۱۵–۲۰۱۴

#### بایرن مونیخ
- بوندس لیگا: ۲۰۲۲–۲۰۲۱
- سوپر جام: ۲۰۲۲–۲۰۲۱

#### منچستر یونایتد
- جام اتحادیه انگلیس :۲۰۲۲–۲۰۲۳

#### فردی
- بازیکن سال فوتبال اتریش:۲۰۱۷